# Sara Cerdas
Sara Alexandra Rodrigues Cerdas, née le 23 mars 1989 à Funchal, est une femme politique portugaise, membre du Parti socialiste. Elle est députée européenne de 2019 à 2024. 